# Плано (Трогир)
Плано (хорв. Plano) — населений пункт у Хорватії, у Сплітсько-Далматинській жупанії у складі міста Трогир.

## Населення
Населення за даними перепису 2011 року становило 553 осіб.
Динаміка чисельності населення поселення:

## Клімат
Середня річна температура становить 14,16 °C, середня максимальна – 28,24 °C, а середня мінімальна – 1,17 °C. Середня річна кількість опадів – 798 мм.
| Клімат поселення                              | Клімат поселення | Клімат поселення | Клімат поселення | Клімат поселення | Клімат поселення | Клімат поселення | Клімат поселення | Клімат поселення | Клімат поселення | Клімат поселення | Клімат поселення | Клімат поселення | Клімат поселення |
| Показник                                      | Січ.             | Лют.             | Бер.             | Квіт.            | Трав.            | Черв.            | Лип.             | Серп.            | Вер.             | Жовт.            | Лист.            | Груд.            |                  |
| Середній максимум, °C                         | 9,88             | 10,30            | 13,13            | 16,65            | 21,49            | 25,50            | 28,24            | 28,12            | 23,50            | 18,84            | 13,58            | 10,47            |                  |
| Середня температура, °C                       | 5,52             | 5,94             | 8,79             | 12,31            | 17,15            | 21,14            | 24,31            | 24,18            | 19,56            | 14,91            | 9,61             | 6,52             |                  |
| Середній мінімум, °C                          | 1,17             | 1,60             | 4,44             | 7,95             | 12,80            | 16,79            | 20,36            | 20,22            | 15,62            | 10,96            | 5,67             | 2,58             |                  |
| Норма опадів, мм                              | 70               | 60               | 68               | 70               | 55               | 51               | 32               | 47               | 72               | 85               | 102              | 86               |                  |
| Середньомісячна швидкість вітру, м/с          | 3.32             | 3.52             | 3.55             | 3.34             | 2.94             | 2.66             | 2.67             | 2.57             | 2.90             | 3.08             | 3.72             | 3.68             |                  |
| Середньомісячна сонячна радіація, кДж/м²·день | 5442             | 8194             | 11835            | 16357            | 20361            | 22908            | 24355            | 21468            | 15994            | 10415            | 5876             | 4649             |                  |
| --------------------------------------------- | ---------------- | ---------------- | ---------------- | ---------------- | ---------------- | ---------------- | ---------------- | ---------------- | ---------------- | ---------------- | ---------------- | ---------------- | ---------------- |
| Джерело:                                      |                  |                  |                  |                  |                  |                  |                  |                  |                  |                  |                  |                  |                  |